# Sozialer Sinn
Das Werk Sozialer Sinn. Kritik der theoretischen Vernunft ist ein 1980 erstmals erschienenes Werk des französischen Soziologen Pierre Bourdieu. Er entwickelte und vertiefte darin zahlreiche seiner theoretischen Konzepte wie Habitus, die Logik der Praxis und die Theorie der Kapitalsorten.
Mit diesem Buch wendet sich der Ethnologe Bourdieu verstärkt der Soziologie zu. Sozialer Sinn war ursprünglich als einleitender Theorieteil zu Die feinen Unterschiede konzipiert, tatsächlich erschien es aber erst ein Jahr später als eigenständige Monographie. Sozialer Sinn zählt wie Die feinen Unterschiede zu den Hauptwerken Bourdieus.

## Aufbau, Entstehung und Kontext
Der französische Originaltitel Le sens pratique wurde 1980 in Paris veröffentlicht. Die deutsche Übersetzung der Monographie erschien erstmals 1987 im Suhrkamp Verlag in zwei Büchern.
Im ersten Buch Kritik der theoretischen Vernunft entwickelt Bourdieu seine theoretischen Konzepte wie Habitus, die Logik der Praxis und die Theorie der Kapitalsorten. Im zweiten Buch Praktische Logikformen werden die theoretischen Ausführungen anhand von ethnologischem Material erläutert. Vom Aufbau stellt es eine Umkehrung des früheren Werkes Entwurf einer Theorie der Praxis dar. Das empirische Material stammt überwiegend aus der bereits im Entwurf einer Theorie der Praxis veröffentlichten ethnologischen Feldforschung, die Bourdieu 1958 bis 1960 in der Kabylei im nördlichen Algerien durchführte.

## Inhalt

### Wissenschaftskritik (Kritik der Sozialwissenschaften)
In den Kapiteln des Ersten Buches 1. Die Objektivierung objektivieren und 2. Die imaginäre Anthropologie des Subjektivismus grenzt sich Bourdieu gegen die modernen soziologischen Theorien seiner Zeit ab. Dabei beschäftigt er sich mit der Frage nach dem Verhältnis von Theorie und Praxis und den Bedingungen der Möglichkeiten von wissenschaftlicher Erkenntnis. Mit Praxis meint Bourdieu das Handeln in der konkreten Situation.
Laut Bourdieu unterscheidet die Sozialwissenschaften zwischen den beiden Erkenntnisweisen Subjektivismus und Objektivismus. Bourdieus primäres Anliegen ist es nun hier, diesen Gegensatz zu überwinden und dennoch die Errungenschaften beider zu bewahren:

„Von allen Gegensätzen, die die Sozialwissenschaften künstlich spalten, ist der grundlegendste und verderblichste der zwischen Subjektivismus und Objektivismus.“

„Der Fortschritt der Erkenntnis setzt bei den Sozialwissenschaften einen Fortschritt im Erkennen der Bedingungen der Erkenntnis voraus.“

Bourdieu beschäftigt sich dazu mit den zugrunde liegenden Bedingungen der Erkenntnis von Subjektivismus und Objektivismus. Er analysiert sie in diesen einleitenden Kapiteln. Er stellt fest, dass Subjektivismus und Objektivismus in ihrer eigenen Theoriebildung jeweils ausgeklammert werden.
Bourdieu sieht im Strukturalismus von Claude Lévi-Strauss und Ferdinand de Saussure eine rein objektivistische Erkenntnisweise. Gegen diese Erkenntnisweise wendet er sich, da die Bedingungen der Möglichkeit objektiver Erkenntnis nicht hinterfragt würden. Seine Kritik drückt er auch mit der absichtlich etwas sperrigen Kapitelüberschrift „Die Objektivierung objektivieren“ aus.
Andererseits bricht Bourdieu mit dem rein subjektivistischen Ansatz. Er setzt eine Objektivierung voraus. Dies sei deshalb der Fall, da Soziologie „nicht lediglich Projektion eines Gemütszustandes sein will“. Denn „[w]eil die Handelnden nie ganz genau wissen, was sie tun, hat ihr Tun mehr Sinn, als sie selber wissen“.
Bourdieu grenzt sich bei seiner Kritik gegen den frei schwebenden Geist jeder Art von Intellektualismus ab. Er meint damit z. B. Sartres Subjektivismus oder Saussures objektivistische Linguistik.

„Intellektualismus ist […] Intellektualozentrismus […]. Die Übertragung eines nicht objektivierten theoretischen Verhältnisses auf die Praxis, die man objektivieren will, ist Ursache einer ganzen Reihe wissenschaftlicher Fehler, die alle miteinander zusammenhängen.“

Bei Sartre herrsche die Illusion „eines »trägheitslosen Bewußtseins« ohne Vergangenheit und Äußerlichkeit“ als eine „imaginäre Welt auswechselbarer Möglichkeiten“ vor. Diese imaginäre Welt werde „erlebt von einem reinen, bindungs- und wurzellosen Subjekt“. Sartres ausschließlich imaginäre Welt halte dem Abgleich mit der tatsächlichen und nicht nur er- und durchdachten Realität nicht stand. Bei Saussures konstruiertem Sprachverständnis hingegen kritisiert Bourdieu, dass Sprache zum „Objekt der Analyse“ gemacht werde und nicht mehr ihren praktischen Sinn erfülle.
Vor diesem Hintergrund führt Bourdieu die praxeologische Erkenntnisweise ein. Diese soll die komplementären Einseitigkeiten von Subjektivismus und Objektivismus vermeiden.
Um dem Gegensatz von Subjektivismus und Objektivismus zu überwinden, müsse man mit beiden Erkenntnisweisen brechen. Er führt dazu die Begriffe theoretische (Erkenntnis-)Praxis und praktische (Erkenntnis-)Praxis ein. Zentral ist die Einsicht, dass zwischen theoretischer und praktischer (Erkenntnis-)Praxis ein fundamentaler Unterschied bestehe. Jede soziale Praxis unterliege einer spezifisch praktischen Logik. Für ein genaueres Verständnis dieser sozialen Praxis entwickelt Bourdieu das Konzept des Habitus.

### Habitus
Im dritten Kapitel „Strukturen, Habitusformen, Praktiken“ führt Bourdieu das Habituskonzept ein. Zuerst grenzt er sich erneut eindeutig vom Objektivismus und vom Strukturalismus ab. Er schlägt stattdessen die Begriffe opus operatum und modus operandi vor, welche als eine Art von Kreislauf zu verstehen ist. Während das modus operandi Praxisformen generiert und als eine nicht bewusst beherrschte Art des Handelns verstanden werden kann, gilt das opus operatum als empirisch analysierbare Wahrnehmungs-, Denk- und Bewertungsschemata, die vom modus operandi generiert werden. Dieser Vorgang erzeuge die Habitusformen, bzw. regiere die Struktur über den Habitus. Bourdieu selbst erklärte den Habitus an einer anderen Stelle sehr anschaulich: Er sei ein System aus Grenzen und wenn man den Habitus einer Person kenne, wüsste man ziemlich genau, welche Handlungsweisen oder welches Verhalten bei der Person undenkbar seien. Weiterhin sei der Habitus inkorporiert, man wisse also instinktiv, was man tun oder lassen dürfe. Das bedeutet, dass sich die Handlungspraxen auch in Bewegungen, Ernährungsgewohnheiten und Sprachgebrauch widerspiegeln können. Sie verlaufen regelmäßig und sind kollektiv aufeinander abgestimmt. Deshalb sei es somit möglich Menschen aufgrund ihrer sozialen Position von anderen Klassen zu unterscheiden. Genauso helfe es Personen, sich untereinander zu erkennen. Menschen mit einem ähnlichen Habitus identifizieren sich untereinander durch gemeinsame Codes (was ein ähnlicher Geschmack sein kann) und können somit ihre Praktiken aufeinander abstimmen. Dabei lässt sich auch von einem Klassen- oder Gruppenhabitus sprechen. Die Gruppen bzw. Klassen haben ebenso eine größere Chance die gleichen Erfahrungen zu machen in ihrem Leben, was nach Bourdieu an der Wirksamkeit der herrschenden Strukturen liegt.

„Da er ein erworbenes System von Erzeugungsschemata ist, können mit dem Habitus alle Gedanken, Wahrnehmungen und Handlungen, und nur diese, frei hervorgebracht werden, die innerhalb der Grenzen der besonderen Bedingungen seiner eigenen Hervorbringung liegen.“

Mit dieser Aussage unterstreicht er, dass den Akteuren durch ihren Habitus auch eine negative Freiheit auferlegt ist, die ihren Handlungsraum durchaus begrenzt. Versucht eine Person ihre Grenzen zu überschreiten, dann werden alle möglichen Zuwiderstöße ohne „Gewalt, List oder Streit“ gemaßregelt, man wisse aber instinktiv, dass sich ein bestimmtes Verhalten nicht gehöre.

### Soziales Feld
Dem Konzept des Sozialen Feldes widmet Bourdieu in Sozialer Sinn kein eigenständiges Kapitel, ebenso wenig führt er das Konzept detailliert konkret aus. Seine Ausführungen zum Sozialen Feld finden sich hauptsächlich im 4. Kapitel – Glaube und Leib. Sie stellen einen wichtigen Grundbaustein seiner Theorie des sozialen Raumes dar. In Sozialer Sinn werden die Ideen zur Theorie des sozialen Raums mit Bourdieus Ausführungen zum Sozialen Feld in Grundzügen bereits grundlegend vorbereitet.
Als Soziales Feld bezeichnet Bourdieu selbständige Teilbereiche der menschlichen Gesamtpraxis, die nach bestimmten Regeln funktionieren und einer bestimmten Logik unterworfen sind. Beispiele sind Kunst, Wissenschaft und Politik. Diese Regeln und Logiken unterscheiden sich je nach Sozialem Feld. Soziale Felder sind keine aus sich selbst heraus entstandenen Bereiche. Sie sind soziale Konstruktionen. Bourdieu charakterisiert diese Sozialen Felder im Sinne von Sozialen Konstruktionen zum einen durch ihre Selbständigkeit in Analogie zum „Spiel“. Zum anderen charakterisiert Bourdieu Soziale Felder auch als „willkürlich“ und „künstlich“.
Bourdieu geht davon aus, dass die Akteure eines Sozialen Feldes eine Vorstellung des Funktionierens der Sozialen Felder entwickeln. Diese Vorstellung für das Funktionieren bezeichnet Bourdieu als „Sinn für das Spiel“. So treffen zwei seiner Hauptkonzepte, Habitus und Soziales Feld, an der Stelle der Vorstellung des Funktionierens Sozialer Felder zusammen:

„Als besonders exemplarische Form des praktischen Sinns als vorweggenommener Anpassung an die Erfordernisse eines Feldes vermittelt das, was in der Sprache des Sports als »Sinn für das Spiel« […] bezeichnet wird, eine recht genaue Vorstellung von dem fast wundersamen Zusammentreffen von Habitus und Feld, von einverleibter und objektivierter Geschichte, das die fast perfekte Vorwegnahme der Zukunft in allen konkreten Spielsituationen ermöglicht.“

Bourdieu vergleicht diese Vorstellung vom „Spiel“ mit wirklichen Spielen und zieht hier insbesondere Sportarten als Vergleich heran. Während in einem wirklichen Spiel alle Teilnehmer die klar definierten und explizit formulierten Regeln kennen, sei dies bei sozialen Feldern nicht der Fall. Soziale Felder funktionieren nach Bourdieu anders:

„Dagegen entscheidet man sich in sozialen Feldern, die im Ergebnis eines langwierigen und langsamen Verselbständigungsprozesses sozusagen Spiele an sich und nicht länger Spiele für sich selbst sind, nicht bewußt zur Teilnahme, sondern wird in das Spiel hineingeboren, mit dem Spiel geboren, und ist das Verhältnis des Glaubens, der illusio, des Einsatzes um so totaler und bedingungsloser, je weniger es als solches erkannt wird.“

Man wird dementsprechend also in bestimmte Soziale Felder hineingeboren. Dadurch erlernen die Akteure die Spielregeln. Sie werden „mit dem für das reibungslose Funktionieren dieser Felder erforderlichen Habitus ausgestattet“. Auch ist die Zugehörigkeit zu bestimmten Feldern den Akteuren nicht zwingend unbewusst. Bourdieu ist allerdings der Auffassung, dass den Akteuren diese Zugehörigkeit „um so weniger bewußt“ ist, „je unmerklicher und früher man sich auf das Spiel und die damit zusammenhängenden Lernprozesse einläßt, wobei man im Extrem natürlich in das Spiel hineingeboren, mit ihm geboren wird“.
Soziale Felder funktionieren nach Bourdieu aufgrund des Glaubens der Akteure an das Spiel. Diesen Glauben bezeichnet Bourdieu auch als Illusio. Dieser „praktische Glaube“ ist Bourdieus Auffassung nach „das Eintrittsgeld, das alle Felder stillschweigend […] fordern“. Die dann im Feld als selbstverständlich angesehenen Regeln, Funktionsmechanismen und Formen des Wissens und Handelns bezeichnet Bourdieu als Doxa.
Umfassende Erklärungskraft und Möglichkeit der Erkenntnisgewinnung erlangt das Konzept des Sozialen Feldes vor allem in Verbindung mit Bourdieus Kapitaltheorie. Bourdieu deutet an, dass das Funktionieren der Sozialen Felder vergleichbar ist mit einem „kollektive[n] Unternehmen der Bildung symbolischen Kapitals, das nur gelingen kann, wenn unerkannt bleibt wie die Logik des Feldes überhaupt funktioniert“. Einzelne Felder funktionieren also nach voneinander unterschiedlichen „Ökonomien“. In diesen Ökonomien werden unterschiedliche Aspekte menschlichen Handelns, unterschiedliche kulturelle Praktiken oder auch Objekte etc. unterschiedlich bewertet. So können verschiedene Aspekte in einem bestimmten Feld höhere Achtung erhalten als in anderen Feldern.

### Logik der Praxis
Die Theorien der Sozialwissenschaften werden entwickelt, um menschliches Handeln zu verstehen und zu erklären. Diese theoretischen Modelle wollen Handlungsmechanismen aufdecken und Verhalten vorhersagen. Bourdieu kritisiert die Annahme, dass praktisches Handeln nach theoretischen Modellen erfolge. Denn die Modelle würden doch erst zur Erklärung eben jener Praxis erdacht. Diese Kritik wendet sich insbesondere gegen zu jener Zeit prominente Rational-Choice-Ansätze, die einen rational abwägenden Eigennutzakteur theoretisch modellieren. Mit dieser Handlungstheorie ließen sich teilweise brauchbare Vorhersagen machen. Doch nur weil die Vorhersagemodelle funktionieren, heiße das nicht, dass die Akteure in der Praxis tatsächlich nach der Logik des Modells handeln, also tatsächlich (immer) komplexe Kosten/Nutzen-Erwägungen durchführen. Die Rückübertragung der wissenschaftlichen Theorie in den Akteur konstruiere ein Menschenbild (in diesem Fall den Homo oeconomicus).
Mit großem Aufwand tue man als Theoretiker so, als erkläre man das rationale Verhalten mit mathematischen Modellen, während man „dieses Vernunftwesen, Pflichtwesen einführt, zu dem ein Handelnder wird, dessen gesamtes praktisches Handeln auf Vernunft gegründet sein soll“. Mit dem „voraussetzungslosen Wirtschaftssubjekt“ schließt man per Definition jede Frage nach den wirtschaftlichen und gesellschaftlichen Bedingungen aus, wie dieses Subjekt und sein Verhalten zustande kommt.
Mit Praxis meint Bourdieu das Handeln in der konkreten Situation. Die Praxis unterliege einer Situationslogik – den Bedingungen begrenzter Ressourcen, der Zeitlichkeit und Dringlichkeit. Dazu zähle die Unumkehrbarkeit von Handlung. Die Praxis folge ausschließlich pragmatischen Erwägungen. Der praktische Sinn unterscheidet nur, was in der jeweiligen Situation relevant und was irrelevant ist.

„Genau mit diesem praktischen Sinn, der sich weder mit Regeln noch mit Grundsätzen belastet (außer im Falle des Scheiterns oder Versagens), und noch weniger mit Berechnung oder Schlußfolgerungen, die durch den Zeitdruck des Handelns, das »keinerlei Aufschub duldet«, ohnehin ausgeschlossen sind, kann der Sinn der Situation auf der Stelle, mit einem Blick und in der Hitze des Gefechts, eingeschätzt und sogleich die passende Antwort gefunden werden. Nur diese Art erworbene Meisterschaft, die mit der automatischen Sicherheit eines Instinkts funktioniert, gestattet es, augenblicklich auf möglichen ungewissen Situationen und Mehrdeutigkeiten der Praxis zu reagieren: […]“

Darin unterscheidet sich die praktische Logik von der wissenschaftlichen Logik. Der Wissenschaftler ist entlastet von der Dringlichkeit und dem Handlungsdruck, dem die handelnde Akteure üblicherweise unterliegen. Wissenschaft ist stark entzeitlicht. Theoretische Praxis meint das Beobachten und Reflektieren über die Praxis. Die wissenschaftliche Analyse – das Gruppieren, das Sortieren, die Synopse – erfolgt im Nachhinein und überwindet die Begrenzung der Praxis und schließt damit aber die vollständige Erfassung und das vollständige Verstehen des praktischen Sinns aus. So entgeht dem wissenschaftlichen Beobachter leicht das Wesentliche einer Praxis, denn die wissenschaftliche Erfassung verändert den Charakter der praktischen Logik. Wissenschaftliche Praxis kann keine unmittelbare Praxisrelevanz beanspruchen.

### Die Wirkung der Zeit
Im Kapitel Die Wirkung der Zeit widmet sich Bourdieu dem seiner Meinung nach groben Fehler des bei der sozialwissenschaftlichen Forschung bisher angewandten Objektivismus: die Untersuchung von Praktiken ohne Berücksichtigung der Zeit. Da Praxis in der Zeit konstruiert wird und ihren Sinn erst durch diese erhält, verschleiert die entzeitlichte, objektive Betrachtung einer Situation die wahre Erkenntnis, die erst durch die Anerkennung eines Verhältnisses zwischen Praxis und Zeit gewonnen werden kann. Bei der Untersuchung von sozialen Praktiken lassen sich häufig Regelmäßigkeiten als Charakteristikum feststellen. Dies führt jedoch dazu, dass Praktiken als mechanische Handlungsketten betrachtet werden, die auch beliebig umkehrbar wären und in denen die Menschen wie Automaten fungieren. Aufgrund dieser Annahme wird die Praxis in der Wissenschaft mit Determinanten und Modellen durchsetzt und Praktiken werden zu vorhersehbaren Aneinanderreihungen von Handlungen degradiert. Die Annahme eines mechanischen Situationscharakters kritisiert Bourdieu jedoch scharf, indem er auf Improvisation, Intuition und die permanente Ungewissheit des Situationsausgangs hinweist, die die Logik der Praxis maßgeblich prägen.

„Die Ungewissheit wieder einführen, bedeutet die Wiedereinführung der Zeit mit ihrem Rhythmus, ihrer Gerichtetheit, ihrer Unumkehrbarkeit, wobei die Mechanik des Modells ersetzt wird durch die Dialektik von Strategien […]“

Bourdieu begründet also die Forderung nach der Berücksichtigung des Zeitaspekts mit der damit verbundenen Ausbildung von Strategien, die die Praxis selber verändern können. Für eine wirklich objektive Analyse gilt es anzuerkennen, dass eine Handlungskette nicht mechanisch verknüpft und beliebig umkehrbar ist, sondern „kontinuierlich geschaffen werden muß und jeden Augenblick unterbrochen werden kann“. Als empirische Basis seiner Forschung dienen Bourdieu seine ethnologischen Untersuchungen von Tauschvorgängen bei den Kabylen. Anhand des Gabentauschs als grundlegendes Beispiel sozialer Praxis wird deutlich, welche tatsächliche Relevanz der Zeitaspekt hat. Bei Tauschverhältnissen wird es den Akteuren durch die Wahl des Zeitpunktes ermöglicht, durch dieselbe Handlung unterschiedliche Effekte zu erzielen, die wiederum bestimmten Strategien – vornehmlich der Anhäufung symbolischen Kapitals – dienlich sind. Gleichzeitig wird dabei auch die Form der Beziehung zwischen den Tauschenden konstituiert. So wird Zeit zu einer unbedingt zu berücksichtigenden „strategischen Ressource“. Zu schnell auf ein Geschenk zu reagieren, kann negativ auf einen selbst zurückfallen, erklärt Bourdieu anhand des Gabentauschs bei den Kabylen:

„Wer durchblicken läßt, wie eilig er es hat, nicht mehr verpflichtet zu sein, […] nichts schulden will, denunziert das ursprüngliche Geschenk als geleitet von dem Wunsche zu verpflichten.“

Bei anderen „Tauschvorgängen“ der Kabylen, die Bourdieu untersucht hat, werden strategische Überlegungen noch relevanter. Das Hinauszögern einer Antwort, wenn um die Hand der Tochter angehalten wurde, kann zu ehrerbietigem Verhalten veranlassen. Einen Racheakt hinausschieben kann zu einem Machtinstrument werden, dessen Einsatz bei erneut auftretenden Konfliktfällen nützlich sein könnte. Hier erhält die Zeit eine neue strategische Funktion:

„[…] die Gegengabe hinauszögern kann eine Methode sein, Ungewißheit über die eigenen Absichten fortwähren zu lassen […]“

Anhand dieser Beispiele wird klar, dass gesellschaftliche Praktiken nicht durch Modelle und Determinanten erklärt werden können. Die zwanghafte Suche nach Regeln ist deshalb für Bourdieu ein Haupthindernis beim Verständnis der Logik der Praxis. Statt durch Regeln werden Praktiken durch einen praktischen Sinn bestimmt, der sich unmittelbar aus der Situation ergibt. Die Erfassung des Sinns des Verhaltens und die Kenntnis über den eigenen symbolischen Wert, sowie über den des Gegners sind Voraussetzungen für eine angemessene Reaktion und damit glaubhaftes situatives Handeln. Dieses Handeln gründet nicht auf bewussten mentalen Entscheidungsakten, sondern auf einer unmittelbaren Erfassung der Situation, dem Gespür für den Sinn der Praxis.

## Einordnung in Bourdieus Biographie
Bourdieu ist aufgrund seiner vielseitigen Biographie prädestiniert, den Spagat zwischen Praxis und Theorie und den beiden soziologischen Erkenntnisweisen zu versuchen. Er stammt aus einfachen Verhältnissen im ländlichen Frankreich. Er studierte zunächst Philosophie und betrieb später ethnologische Feldstudien in Algerien – die auch im zweiten Teil dieses Buches eine wichtige Rolle spielen (vgl. Inhalt). Das Werk Sozialer Sinn markiert seine verstärkte Hinwendung zur Soziologie.

„Die Sozialwelt als Ort solcher „Bastard“-Kompromisse zwischen Ding und Sinn […] ist eine echte Herausforderung für jeden, der nur in der reinen Welt des Bewußtseins oder der „Praxis“ atmen kann“